# La dama de Pskov
La dama de Pskov (título original en ruso, Псковитянка, Pskovityanka; también llamada Iván el Terrible) es una ópera en un prólogo y tres actos con música de Nikolái Rimski-Kórsakov y libreto en ruso del mismo compositor, basado en una novela de Lev Mei. Se estrenó en el Teatro Mariinski de San Petersburgo el 13 de enero (fecha antigua: 1 de enero) de 1873, con dirección de Eduard Nápravník. Fue revisada para las producciones de los años 1895 y 1901.
En España se estrenó el 13 de diciembre de 1927, en el Gran Teatro del Liceo, Barcelona. En las estadísticas de Operabase aparece con sólo 2 representaciones en el período 2005-2010.
En su primera ópera, Rimski-Kórsakov presenta un dilema para la heroína, Olga, en su amor por el  líder de la oposición republicana al zar y también por su padre, el zar. La acción se sitúa en la capital de la región de Pskov, la ciudad de Pskov, cuando Iván el Terrible en 1570 devastó los pueblos de Nóvgorod y Pskov. La historia no real en que se basa la ópera procura explicar la decisión inesperada del Zar.
La obra tiene muchas similitudes con Borís Godunov de Músorgski en estructura y orquestación: los dos compositores estaban compartiendo un apartamento en la época en que las dos óperas se escribieron.

## Trama

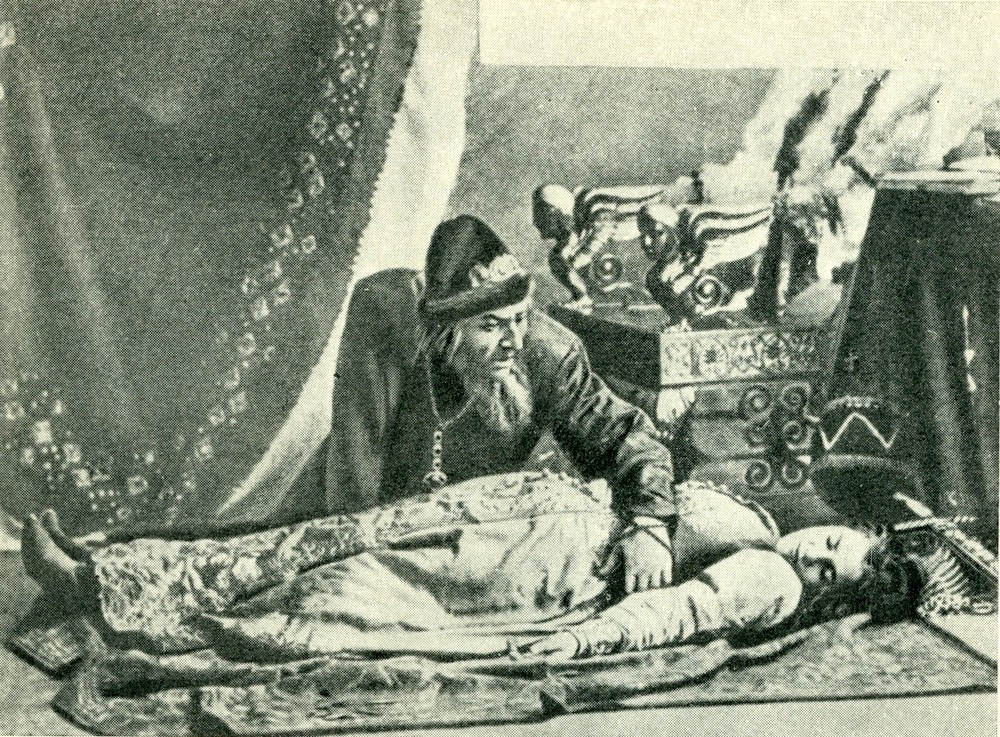
La escena final de la ópera. En el papel de Iván el Terrible Fiódor Chaliapin. 1896

La princesa Olga, supuesta hija del príncipe Yuri Ivánovich Tokmakov, virrey en Pskov, es comprometida en matrimonio con el boyardo Matuta, amigo y contemporáneo del príncipe Yuri Tokmakov, como dice Tucha, el hijo de un administrador, antes de que su supuesto padre le revele que en realidad es hija de otro. Las fuerzas del zar Iván el Terrible rodean Pskov y Tucha organiza la resistencia. Cuando el zar descubre que Olga es en realidad su propia hija, manda parar el ataque, pero Olga resulta muerta cuando Tucha ataca a los ejércitos del zar, sin ser consciente de que se habían acabado las hostilidades.